# Héctor Pulido
Héctor Pulido Rodríguez (* 20. Dezember 1942 in Numarán, Michoacán; † 18. Februar 2022) war ein mexikanischer Fußballspieler, der im Mittelfeld agierte.

## Biografie

### Verein
Soweit nachvollziehbar, begann die Profikarriere des in der Nähe von La Piedad geborenen Pulido in der Saison 1962/63 beim CF La Piedad, für den er in der zweiten Liga kickte. Trainer Jorge Marik vom Ligakonkurrenten Cruz Azul wurde auf sein Talent aufmerksam und holte ihn am Saisonende nach Jasso.
Am Ende der Saison 1963/64 stieg Pulido mit Cruz Azul in die erste Liga auf, wo der Neuling sich von Anfang an zu einer festen Größe und schon bald zur alles überragenden Topmannschaft entwickelte, die zwischen 1969 und 1974 fünfmal die mexikanische Meisterschaft gewann.
1977 wechselte er zum Club Jalisco nach Guadalajara, wo er 1979 seine aktive Laufbahn beendete.
Zuletzt war Pulido als Koordinator im Nachwuchsbereich wieder bei Cruz Azul unter Vertrag.

### Nationalmannschaft
1968 nahm er mit der Amateurmannschaft am olympischen Fußballturnier in Mexiko teil. Dabei schoss er drei Tore und ist damit zusammen mit Vicente Pereda (der 1968 ebenfalls 3 Tore erzielte) sowie Víctor Rangel, dem dies 1976 gelang, mexikanischer Rekordtorschütze bei Olympischen Spielen. Dabei spielte die Mannschaft im Spiel um Bronze, das mit 0:2 gegen Japan verloren wurde vor der Rekordkulisse von 105.000 Zuschauern.
Zwischen 1967 und 1973 kam er insgesamt 43 Mal für die mexikanische Fußballnationalmannschaft zum Einsatz. Erstmals in die Nationalmannschaft berufen wurde Pulido am 8. Januar 1967 in einem Freundschaftsspiel gegen die Schweiz, das mit 0:2 verloren wurde.
Bei der im eigenen Land ausgetragenen WM 1970 wirkte er in den Spielen gegen die Sowjetunion (0:0), Belgien (1:0) und Italien (1:4) mit und fehlte nur im zweiten Vorrundenspiel gegen El Salvador (4:0).
Seinen letzten Länderspieleinsatz hatte er am 18. Dezember 1973 im letzten Spiel der WM-Qualifikation gegen Haiti. Trotz des 1:0-Sieges der Mexikaner hatten die Haitianer sich für die WM 1974 qualifiziert, weil Mexiko zuvor gegen Guatemala (0:0) und Honduras (1:1) nur unentschieden gespielt und gegen Trinidad & Tobago eine deftige 0:4-Niederlage bezogen hatte. Zumindest an der Niederlage traf Pulido nicht die geringste Mitschuld; denn ausgerechnet in diesem Spiel kam er nicht zum Einsatz, während er in den übrigen vier Gruppenspielen mitgewirkt hat.
Pulido erzielte insgesamt sechs Tore für sein Heimatland. Sein einziger „Doppelpack“ gelang ihm am 29. September 1968 beim 3:0-Sieg gegen Äthiopien.

## Erfolge
- Mexikanischer Meister: 1968/69, Mex 1970, 1971/72, 1972/73, 1973/74
- Copa México: 1969
- Campeón de Campeones: 1969, 1974
- CONCACAF Champions’ Cup: 1969, 1970, 1971